# 켄 라이커
켄 라이커(Ken Ryker, 1972년 8월 17일 ~ )는 미국의 포르노 배우이다. 남녀간의 포르노, 남남간의 포르노 등 다양한 포르노에 등장한다. 대한민국 전주시에서 태어났다.